# Tuinstadwijk
Tuinstadwijk of Staalwijk is een wijk in de Nederlandse stad Leiden, die deel uitmaakt van het Roodenburgerdistrict. De wijk ligt aan de zuidzijde van de stad, net buiten de singels. De Tuinstadwijk had op 1 januari 2017 3.765 inwoners.
Per april 2011 is de Tuinstadwijk als onderdeel van de Zuidelijke Schil aangewezen tot beschermd stadsgezicht.